# Diego Sacoman
Diego Alessandro Aparecido Sacoman Silva (Guarulhos, 15 de dezembro de 1986) é um ex-futebolista brasileiro que atuava como zagueiro ou lateral-esquerdo. Atualmente faz parte da comissão técnica do Juventus-SP.

## Carreira

### Corinthians
Diego conquistou seu espaço no elenco profissional do Corinthians em 2007, depois de atuar na Copa São Paulo de Futebol Júnior.
Emprestado ao Guarani no dia 14 de dezembro de 2007, disputou o Paulistão de 2008 pelo clube de Campinas, mas acabou se machucando. Em julho, retornou ao Timão para tratar-se no CePrOO. Já recuperado, realizou sua estreia pelo Corinthians em 2009, contra a equipe do Guaratinguetá. No mesmo ano fez parte da equipe que conquistou o Campeonato Paulista de forma invicta.

### Ceará
Em 2010, foi emprestado ao Ceará por uma temporada.
No dia 19 de maio de 2011, após retornar para o Corinthians e não ser aproveitado, Diego Sacoman foi mais uma vez emprestado ao Vozão. O jogador vinha realizando boas partidas, sendo titular absoluto da equipe, mas sofreu uma lesão no joelho e passou por uma cirurgia, onde foi feita uma aplicação para acelerar a recuperação, ficando mais de um mês ausente do Campeonato Brasileiro. Sacoman retornou às atividades no dia 19 de novembro, e após realizar seu primeiro treino após a lesão, declarou que "foi um milagre voltar a atuar". Com o fim do empréstimo em dezembro, não renovou com o Ceará e voltou ao Corinthians.

### Ponte Preta
Em 2012, foi emprestado para a Ponte Preta por um ano. Enquanto defendia a Macaca, seu contrato com o Corinthians encerrou dia 30 de abril, e havia times europeus interessados na sua contratação. O jogador, então, renovou seu contrato com a Ponte até dezembro de 2014.
No dia 23 de setembro de 2014, foi constatado que Diego Sacoman ficaria fora por três meses podendo ter que ser obrigado a encerrar a carreira caso não se curasse de uma hipertrofia no coração. O zagueiro recebeu do cardiologista Nabil Ghorayeb o aval para voltar ao futebol e levou o laudo para a análise do corpo médico do clube. Uma junta foi formada para estudar os resultados, com integrantes da diretoria médica e também profissionais do corpo médico. Mesmo assim, a diretoria optou por não renovar o vínculo com o defensor. A Ponte não entrou em detalhes sobre a questão clínica e usou o número de opções contratadas para o setor que o treinador Guto Ferreira tinha à disposição como justificativa.

### Santa Cruz
Foi anunciado como reforço do Santa Cruz no dia 1 de fevereiro de 2015. Realizou sua estreia pelo time coral no dia 15 de março, numa vitória por 1–0 contra o Central, sendo essa a sua primeira partida após o problema no coração. Naquele ano, Diego Sacoman fez parte do elenco que levou o tricolor de volta à elite do futebol brasileiro.

### Red Bull Brasil
Em janeiro de 2016, assinou contrato até maio com o Red Bull Brasil. Logo após o contrato encerrar, foi reprovado nos exames médicos e não assinou com o Joinville.

### Juventus-SP
Ao final de 2018, foi anunciado pelo Juventus para a disputa do Campeonato Paulista Série A-2 em 2019.

### São Bento
Disputou a edição 2022 da A-2 com o São Bento, tendo marcado dois gols em 14 partidas na campanha do acesso.

### Ferroviária
Em junho de 2022, foi contratado pela Ferroviária para a disputa do Campeonato Brasileiro da Série D. Pouco mais de um mês após contratação, Sacoman e a Ferroviária rescindiram o contrato em comum acordo. Ao todo, o jogador disputou apenas quatro partidas pela equipe.

### Retorno ao Juventus-SP
Ao final de 2022, foi anunciado pelo Juventus para a disputa do Série A-2 do Campeonato Paulista de 2023.

## Títulos
Corinthians
- Campeonato Brasileiro Série B: 2008
- Campeonato Paulista: 2009
- Copa do Brasil: 2009

Ponte Preta
- Campeonato Paulista do Interior: 2013

Santa Cruz
- Campeonato Pernambucano: 2015

Portuguesa
- Copa Paulista: 2020